# アップ・アット・ザ・レイク
『アップ・アット・ザ・レイク』（Up at the Lake）は、イギリスのロックバンド、ザ・シャーラタンズの8枚目のアルバム。2004年5月17日にリリース。全英13位。ザ・シャーラタンズの全オリジナルアルバム中、本作のみ米国盤のリリースがない。
アルバムジャケットに写っている湖は、英国チェシャー州の街、ピックメアにあるピックメア湖。ボーカルのティム・バージェスが育った街、ノースウィッチ（同州内）の近郊にある。

## 収録曲
1. アップ・アット・ザ・レイク "Up at the Lake" - 3:45
2. フィール・ザ・プレッシャー "Feel the Pressure" - 3:35
3. アズ・アイ・ウォッチ・ユー・イン・ディスビリーフ "As I Watch You in Disbelief" - 3:48
4. クライ・ユアセルフ・トゥ・スリープ "Cry Yourself to Sleep" - 4:25
5. ボナ・ファイド・トレジャー "Bona Fide Treasure" - 3:24
6. ハイ・アップ・ユア・トゥリー "High Up Your Tree" - 4:01
7. ブルー・フォー・ユー "Blue for You" - 3:56
8. アイル・シング・ア・ヒム "I'll Sing a Hymn (You Came to Me)" - 2:43 ※イギリス盤、日本盤のみに収録
9. ラヴィング・ユー・イズ・イージー "Loving You Is Easy" - 5:00
10. トライ・アゲイン・トゥデイ "Try Again Today" - 3:42
11. アップルズ・アンド・オレンジズ "Apples and Oranges" - 4:20
12. デッド・ラヴ "Dead Love" - 2:21

## 参加ミュージシャン
- ティム・バージェス - ボーカル、ハーモニカ、ピアノ
- マーク・コリンズ - ギター
- マーティン・ブラント - ベースギター
- ジョン・ブルックス - ドラムス
- トニー・ロジャース - ハモンドオルガン、ピアノ、メロトロン、バックボーカル、リードボーカル (#9)